# Sinagoga d'Estocolm
La Sinagoga d'Estocolm (en suec: Stockholms stora synagoga) es troba en el carrer Wahrendorffsgatan, prop del parc Kungsträdgården, a Norrmalm, Estocolm, i va ser construïda entre 1862 i 1870, segons els dissenys realitzats en 1862 per l'arquitecte Fredrik Wilhelm Scholander. L'edifici ha estat inclòs en el registre suec d'edificis històrics nacionals.